# Свинин, Сергей Васильевич
Сергей Васильевич Свинин (род. 8 ноября 1950) — российский политический деятель. Депутат Государственной Думы второго созыва (1995—1999).

## Биография
Окончил Марийский государственный университет. Перед избранием в Государственную Думу — главный агроном Министерства сельского хозяйства и продовольствия Республики Марий Эл.
Депутат Государственной Думы Федерального Собрания РФ второго созыва (1995—1999), был членом фракции КПРФ, членом Комитета по экономической политике.
В 2024 году выпустил автобиографическую книгу «Кто с хлебом слёз своих не ел».